# Svetlana Krachévskaia
Svetlana Krachévskaia (Rusia, 23 de noviembre de 1944) es una atleta soviética retirada, especializada en la prueba de lanzamiento de peso en la que llegó a ser campeona olímpica en 1980.

## Carrera deportiva
En los JJ. OO. de Moscú 1980 ganó la medalla de plata en lanzamiento de peso, llegando hasta los 21,42 metros, quedando en el podio tras la alemana Ilona Schoknecht-Slupianek y por delante de otra alemana Margitta Droese-Pufe (bronce con 21,20 metros)